# ロス・ラストロホス
ロス・ラストロホス(Los Rastrojos)は、コロンビアのサンティアゴ・デ・カリを拠点とする民兵組織および麻薬カルテル。
他のBACRIM(「犯罪組織」と称される民兵組織)と異なり、1980年代に暗躍した麻薬組織のノルテ・デル・バジェ・カルテルの流れを汲み、彼らのライバル組織であったカリ・カルテルの後継にあたる。しかし、左翼ゲリラのFARCやELNとは敵対関係にある。
麻薬取引だけでなく、村落への襲撃や敵対組織との武力衝突を頻繁に起こしていたため、コロンビア治安当局の弾圧を受け勢力は弱体化した。